# Élections cantonales partielles françaises en 1991
Plusieurs élections cantonales partielles se sont tenues en France en 1991.

## Synthèse
| Dates de l'élection       | Département             | Canton                        | Conseiller sortant  | Parti | Parti      | Conseiller élu     | Parti | Parti     | Raison    | Raison |
| ------------------------- | ----------------------- | ----------------------------- | ------------------- | ----- | ---------- | ------------------ | ----- | --------- | --------- | ------ |
| 16 et 23 juin 1991        | Alpes-Maritimes         | Levens                        | Joseph Raybaud      |       | UDF (Rad.) | Alain Frère        |       | RPR       | Décès     |        |
| 16 et 23 juin 1991        | Ain                     | Thoissey                      | François Bastide    |       | UDF        | Pierre Montagnier  |       | UDF (CDS) | Décès     |        |
| 23 juin 1991              | Haute-Saône             | Scey-sur-Saône-et-Saint-Albin | Jacques Poinsotte   |       | RPR        | François Poinsotte |       | RPR       | Décès     |        |
| 23 et 30 juin 1991        | Ille-et-Vilaine         | Bain-de-Bretagne              | Constant Hubert     |       | CNI        | Georges Magnant    |       | UDF (PR)  | Décès     |        |
| 30 juin et 7 juillet 1991 | Martinique              | Schœlcher-I                   | Jean-Claude Artigny |       | RPR        | Alfred Almont      |       | RPR       | Démission |        |
| 30 juin et 7 juillet 1991 | Alpes-de-Haute-Provence | Valensole                     | Maurice Chaupin     |       | UDF        | Renée Chaupin      |       | UDF       | Décès     |        |

## Résultats

### Canton de Levens(Alpes-Maritimes)
| Candidat                                           | Candidat               | Parti       | Premier tour | Premier tour | Second tour | Second tour |
| Candidat                                           | Candidat               | Parti       | Voix         | %            | Voix        | %           |
| -------------------------------------------------- | ---------------------- | ----------- | ------------ | ------------ | ----------- | ----------- |
|                                                    | Alain Frère            | RPR         | 2 966        | 45,10        | 3 506       | 100,00      |
|                                                    | Jean-François Spinelli | DVD         | 1 830        | 27,82        | Retrait     | Retrait     |
|                                                    | Michel Malausséna      | PCF         | 812          | 12,34        |             |             |
|                                                    | Jean-Claude Celse      | PS          | 538          | 8,18         |             |             |
|                                                    | Jean Théry             | FN          | 430          | 6,53         |             |             |
|                                                    |                        |             |              |              |             |             |
| Inscrits                                           | Inscrits               | Inscrits    | 10 410       | 100,00       | 10 402      | 100,00      |
| Abstentions                                        | Abstentions            | Abstentions | 3 663        | 35,19        | 6 027       | 57,94       |
| Votants                                            | Votants                | Votants     | 6 747        | 64,81        | 4 375       | 42,06       |
| Nuls                                               | Nuls                   | Nuls        | 171          | 1,64         | 869         | 8,35        |
| Exprimés                                           | Exprimés               | Exprimés    | 6 576        | 63,17        | 3 506       | 33,70       |
| Source : Le Monde, éditions des 18 et 25 juin 1991 |                        |             |              |              |             |             |

### Canton de Thoissey(Ain)
| Candidat                                           | Candidat          | Parti       | Premier tour | Premier tour | Second tour | Second tour |
| Candidat                                           | Candidat          | Parti       | Voix         | %            | Voix        | %           |
| -------------------------------------------------- | ----------------- | ----------- | ------------ | ------------ | ----------- | ----------- |
|                                                    | Pierre Montagnier | DVD         | 1 018        | 34,03        | 1 882       | 57,36       |
|                                                    | François Chavent  | UDF         | 869          | 29,05        | 1 399       | 42,63       |
|                                                    | René Dauphin      | RPR         | 742          | 24,80        | Retrait     | Retrait     |
|                                                    | Jacques David     | PCF         | 194          | 6,48         |             |             |
|                                                    | Henri Durand      | DVD         | 168          | 5,61         |             |             |
|                                                    |                   |             |              |              |             |             |
| Inscrits                                           | Inscrits          | Inscrits    | 7 376        | 100,00       | 7 376       | 100,00      |
| Abstentions                                        | Abstentions       | Abstentions | 4 293        | 58,21        | 3 988       | 54,06       |
| Votants                                            | Votants           | Votants     | 3 083        | 41,79        | 3 388       | 45,94       |
| Nuls                                               | Nuls              | Nuls        | 92           | 1,24         | 107         | 1,45        |
| Exprimés                                           | Exprimés          | Exprimés    | 2 991        | 40,55        | 3 281       | 44,48       |
| Source : Le Monde, éditions des 18 et 25 juin 1991 |                   |             |              |              |             |             |

### Canton de Scey-sur-Saône-et-Saint-Albin(Haute-Saône)
|                                            | François Poinsotte | RPR            | 1 881 | 54,52  |  |  |
|                                            | Marcel Bégeot      | PS             | 969   | 28,08  |  |  |
|                                            | Gérard Pelletier   | FU (Maj.prés.) | 467   | 13,53  |  |  |
|                                            | Marc Chatelain     | PCF            | 86    | 2,49   |  |  |
|                                            | Gérard Leroux      | SE             | 47    | 1,36   |  |  |
|                                            |                    |                |       |        |  |  |
| Inscrits                                   | Inscrits           | Inscrits       | 4 776 | 100,00 |  |  |
| Abstentions                                | Abstentions        | Abstentions    | 1 262 | 26,42  |  |  |
| Votants                                    | Votants            | Votants        | 3 514 | 73,58  |  |  |
| Nuls                                       | Nuls               | Nuls           | 64    | 1,34   |  |  |
| Exprimés                                   | Exprimés           | Exprimés       | 3 450 | 72,23  |  |  |
| Source : Le Monde, édition du 25 juin 1991 |                    |                |       |        |  |  |

### Canton de Bain-de-Bretagne(Ille-et-Vilaine)
| Candidat                                                    | Candidat          | Parti           | Premier tour | Premier tour | Second tour | Second tour |
| Candidat                                                    | Candidat          | Parti           | Voix         | %            | Voix        | %           |
| ----------------------------------------------------------- | ----------------- | --------------- | ------------ | ------------ | ----------- | ----------- |
|                                                             | Georges Magnant   | PR              | 1 443        | 27,27        | 3 256       | 63,99       |
|                                                             | Joseph Guilloux   | DVD             | 1 057        | 19,97        | 1 832       | 36,00       |
|                                                             | Maurice Thomas    | SE              | 913          | 17,25        |             |             |
|                                                             | Armel Renault     | DVG (Maj.prés.) | 593          | 11,20        |             |             |
|                                                             | Gérard Leroux     | Verts           | 441          | 8,33         |             |             |
|                                                             | Jacqueline Pelgas | FN              | 357          | 6,74         |             |             |
|                                                             | Onen Gorré        | UDF-PR          | 323          | 6,10         |             |             |
|                                                             | Monique Lohyn     | PCF             | 164          | 3,09         |             |             |
|                                                             |                   |                 |              |              |             |             |
| Inscrits                                                    | Inscrits          | Inscrits        | 10 322       | 100,00       | 10 322      | 100,00      |
| Abstentions                                                 | Abstentions       | Abstentions     | 4 891        | 47,38        | 4 852       | 47,00       |
| Votants                                                     | Votants           | Votants         | 5 431        | 52,62        | 5 470       | 52,99       |
| Nuls                                                        | Nuls              | Nuls            | 140          | 1,35         | 382         | 3,70        |
| Exprimés                                                    | Exprimés          | Exprimés        | 5 291        | 51,26        | 5 088       | 49,29       |
| Source : Le Monde, éditions des 25 juin et 2 juillet 1991 , |                   |                 |              |              |             |             |

### Schœlcher-I(Martinique)
| Candidat                                              | Candidat              | Parti       | Premier tour | Premier tour | Second tour | Second tour |
| Candidat                                              | Candidat              | Parti       | Voix         | %            | Voix        | %           |
| ----------------------------------------------------- | --------------------- | ----------- | ------------ | ------------ | ----------- | ----------- |
|                                                       | Alfred Almont         | RPR         | 650          | 44,21        | 970         | 62,17       |
|                                                       | Jean-Claude Artigny * | DVD         | 402          | 27,34        | 590         | 37,82       |
|                                                       | Philippe Saint-Cyr    | PPM         | 243          | 16,53        |             |             |
|                                                       | Robert Clovis         | PCM         | 67           | 4,55         |             |             |
|                                                       | Lucien Gromat         | DVD         | 64           | 4,35         |             |             |
|                                                       | René Clérempuy        | PS          | 44           | 2,99         |             |             |
|                                                       |                       |             |              |              |             |             |
| Inscrits                                              | Inscrits              | Inscrits    | 4 968        | 100,00       | 4 962       | 100,00      |
| Abstentions                                           | Abstentions           | Abstentions | 3 378        | 67,99        | 3 303       | 66,56       |
| Votants                                               | Votants               | Votants     | 1 590        | 32,01        | 1 659       | 33,44       |
| Nuls                                                  | Nuls                  | Nuls        | 120          | 2,41         | 99          | 1,99        |
| Exprimés                                              | Exprimés              | Exprimés    | 1 470        | 29,59        | 1 560       | 31,44       |
| Source : Le Monde, éditions des 2 et 9 juillet 1991 , |                       |             |              |              |             |             |

### Canton de Valensole(Alpes-de-Haute-Provence)
| Candidat                                              | Candidat            | Parti       | Premier tour | Premier tour | Second tour | Second tour |
| Candidat                                              | Candidat            | Parti       | Voix         | %            | Voix        | %           |
| ----------------------------------------------------- | ------------------- | ----------- | ------------ | ------------ | ----------- | ----------- |
|                                                       | Renée Chaupin       | UDF (RPR)   | 673          | 35,77        | 995         | 53,26       |
|                                                       | Max Demol           | PS          | 568          | 30,19        | 873         | 46,73       |
|                                                       | Anne-Marie Ollivier | FN          | 248          | 13,18        |             |             |
|                                                       | André Beltramone    | DVG         | 197          | 10,47        |             |             |
|                                                       | Jean-Alex Romeu     | PCF         | 116          | 6,16         |             |             |
|                                                       | Joëlle Tébar        | DVD         | 79           | 4,19         |             |             |
|                                                       |                     |             |              |              |             |             |
| Inscrits                                              | Inscrits            | Inscrits    | 3 399        | 100,00       | 3 399       | 100,00      |
| Abstentions                                           | Abstentions         | Abstentions | 1 450        | 42,65        | 1 412       | 41,54       |
| Votants                                               | Votants             | Votants     | 1 949        | 57,35        | 1 987       | 58,46       |
| Nuls                                                  | Nuls                | Nuls        | 68           | 2,00         | 119         | 3,50        |
| Exprimés                                              | Exprimés            | Exprimés    | 1 881        | 55,34        | 1 868       | 54,96       |
| Source : Le Monde, éditions des 2 et 9 juillet 1991 , |                     |             |              |              |             |             |